# Warner Bros. Discovery
Warner Bros. Discovery, Inc. (WBD) – amerykańskie przedsiębiorstwo środków masowego przekazu i rozrywki. Powstało 8 kwietnia 2022 w wyniku fuzji spółek WarnerMedia i Discovery.
Warner Bros. Discovery zajmuje się głównie produkcją i dystrybucją filmów i programów telewizyjnych. Spółka operuje między innymi wytwórniami w obrębie konglomeratu Warner Bros., kanałami telewizyjnymi (na przykład z grup HBO, Discovery, CNN, Cartoon Network i TVN) oraz serwisami strumieniowymi (przede wszystkim HBO Max i Discovery+). Ponadto korporacja operuje między innymi w obrębie gier komputerowych, domowego wideo, komiksów, muzyki i parków rozrywki.

## Historia
16 maja 2021 agencja prasowa Bloomberg poinformowała, że przedsiębiorstwo AT&T omawia z Discovery wydzielenie podległego sobie konglomeratu WarnerMedia celem utworzenia nowej spółki publicznej. Dzień później przedsiębiorstwa potwierdziły doniesienia i zapowiedziały fuzję w formie Reverse Morris Trust, której sfinalizowanie przewidywano na połowę 2022 r. Akcjonariusze AT&T mieli otrzymać w nowo powstałej spółce 71% akcji i prawo powołania siedmiu członków rady dyrektorów, zaś akcjonariusze Discovery 29% akcji i prawo powołania sześciu członków rady dyrektorów. CEO miał zostać David Zaslav, pełniący dotychczas tę funkcję w Discovery.

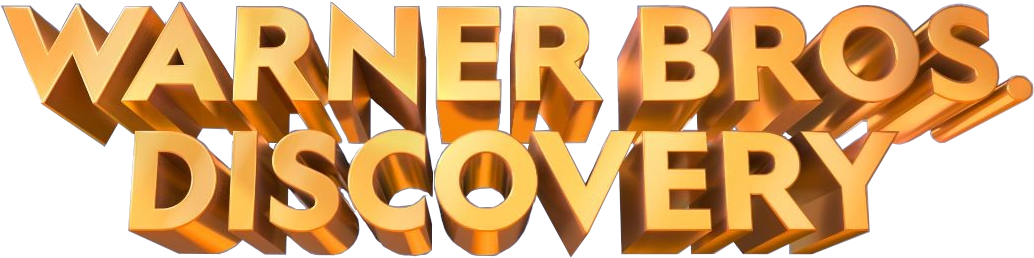
Logo przedsiębiorstwa prezentowane w materiałach sprzed startu, ostatecznie niewykorzystane

1 czerwca 2021 została ogłoszona nazwa spółki, powstała z połączenia nazw należącego do WarnerMedia konglomeratu Warner Bros. z Discovery. WarnerMedia i Discovery ogłosili także jej slogan: „The stuff that dreams are made of”, wywodzący się z filmu Sokół maltański (1941) wytwórni Warner Bros. Pictures. 22 grudnia 2021 transakcję zaaprobowała Komisja Europejska. 1 lutego 2022 rada nadzorcza AT&T podjęła decyzję o proporcjonalnym przekazaniu wszystkich akcji w WarnerMedia swoim akcjonariuszom, celem przyszłego przekazania ich do nowo powstałej spółki. 9 lutego 2022 transakcję zaaprobował Departament Sprawiedliwości Stanów Zjednoczonych, a 11 marca 2022 zatwierdzili ją akcjonariusze Discovery (ze względu na formę fuzji zgoda akcjonariuszy AT&T nie była konieczna). 5 kwietnia 2022 dyrektor generalny WarnerMedia, Jason Kilar, ogłosił, że nie będzie pracował dla nowo powstałej spółki.
Ostatecznie transakcja została sfinalizowana 8 kwietnia 2022. W jej wyniku AT&T otrzymał 40,4 miliardy dolarów i zatrzymanie części długu. Akcjonariusze AT&T otrzymali w sumie 1,7 miliarda akcji Warner Bros. Discovery, czyli 71% ich łącznej liczby (każda akcja WarnerMedia przekształciła się proporcjonalnie w około 0,24 akcji Warner Bros. Discovery). Zgodnie z zapowiedziami, Zaslav został mianowany CEO.
W kwietniu 2023 Warner Bros. Discovery ogłosił powstanie skupiającego ofertę programową koncernu serwisu strumieniowego Max, który zastąpił odziedziczony po WarnerMedia HBO Max. Został on uruchomiony kolejno: 23 maja 2023 w Stanach Zjednoczonych, 27 lutego 2024 w Ameryce Łacińskiej, 21 maja 2024 w wybranych państwach Europy i 11 czerwca 2024 w kolejnych krajach Europy, w tym w Polsce. 9 lipca 2025 powrócił do nazwy HBO Max.

## Struktura
Spółka Warner Bros. Discovery jest podzielona na 8 głównych działów.
- Warner Bros. Entertainment (potocznie Warner Bros.) jest przedsiębiorstwem z zakresu rozrywki, obejmuje aktywa takie jak: DC Studios, Warner Bros. Theatre Ventures, Turner Entertainment, WaterTower Music i Warner Bros. Studio Operations. Zawiera dwie podgrupy.
  - Warner Bros. Motion Picture Group obejmuje wytwórnie filmowe: Warner Bros. Pictures, New Line Cinema, Warner Bros. Pictures Animation i Castle Rock Entertainment, a także ma udziały w Flagship Entertainment Group i Spyglass Media Group.
  - Warner Bros. Television Group zajmuje się produkcją programów telewizyjnych, głównie w ramach wytwórni Warner Bros. Television Studios, a także Warner Bros. Animation oraz Cartoon Network Studios.
- Home Box Office, Inc. zajmuje się prowadzeniem kanałów telewizyjnych z grup HBO i Cinemax.
- CNN Worldwide zajmuje się prowadzeniem kanałów telewizyjnych z grupy CNN.
- Warner Bros. Discovery Networks zajmuje się prowadzeniem kanałów telewizyjnych w Stanach Zjednoczonych spoza grup HBO, Cinemax i CNN. Jest ono podzielone na trzy grupy.
  - The Cartoon Network, Inc. zajmuje się kanałami dziecięcymi i familijnymi, w tym Cartoon Network, Boomerang i Cartoonito.
  - Factual & Lifestyle Group zajmuje się kanałami edukacyjnymi, w tym Discovery Channel, Science Channel i Animal Planet oraz kanałami lifestyle’owymi, w tym TLC, Food Network i HGTV.
  - Entertainment Group zajmuje się kanałami rozrywkowymi, w tym Travel Channel, Investigation Discovery, OWN i TCM.
- TNT Sports zajmuje się prowadzeniem kanałów telewizyjnych o charakterze sportowym.
- Warner Bros. Discovery Global Streaming & Interactive Entertainment zajmuje się prowadzeniem serwisów strumieniowych (w tym Max i Discovery+(inne języki)) oraz wydawaniem gier komputerowych za pośrednictwem Warner Bros. Games.
- Warner Bros. Discovery Global Experiences zajmuje się prowadzeniem parków rozrywki. Dodatkowe segmenty biznesowe obejmują działy odpowiedzialne za globalną dystrybucję treści (w skład której wchodzą Warner Bros. Worldwide Television Distribution i Warner Bros. Home Entertainment) oraz sprzedaż reklam.
  - DC Entertainment zajmuje się prowadzeniem przedsiębiorstwa komiksowego DC Comics i związanych z nim własności intelektualnych[18].
- Warner Bros. Discovery International zajmuje się działalnością poza Stanami Zjednoczonymi. Jest podzielona na cztery grupy ze względu na region:
  - Warner Bros. Discovery Asia-Pacific (Azja i Australazja),
  - Warner Bros. Discovery EMEA (Europa, Bliski Wschód i Afryka)
  - TVN Warner Bros. Discovery (Polska – niezależnie od oddziału EMEA),
  - Warner Bros. Discovery Americas (Ameryka Łacińska).

## Wybrane składowe spółki i marki
Źródło:

### Serwisy strumieniowe
- HBO Max
- Discovery+(inne języki)
- Player

### Wytwórnie filmowe i telewizyjne
- Warner Bros. Pictures
- New Line Cinema
- DC Studios
- Warner Bros. Pictures Animation
- Warner Bros. Television Studios
- Warner Bros. Animation
- Cartoon Network Studios

### Kanały telewizyjne
- Adult Swim
- Animal Planet
- Boing
- Boomerang
- Cartoon Network
- Cartoonito
- Cinemax
- Cooking Channel (69% udziałów)
- CNN
- Discovery Channel
- Eurosport
- Food Network
- HBO
- HGTV
- HLN
- ID
- Magnolia Network (większość udziałów)
- Motor Trend (50% udziałów)
- Oh!K
- Oprah Winfrey Network (95% udziałów)
- Pogo
- Rooster Teeth
- Science Channel
- Space
- Tabi
- TBS
- The CW (50% udziałów)
- TLC
- TNT
- Tooncast
- Travel Channel
- TruTV
- Turner Classic Movies
- Turner Broadcasting System
- Turner Sports
- TVN
- Warner TV

### Pozostałe
- Bleacher Report – strona internetowa
- DC Comics – wydawnictwo komiksowe
- Wizarding World – franczyza medialna